# Arnold Strippel
 Arnold Strippel, né le 2 juin 1911 à Unshausen (maintenant Wabern) et décédé le 1er mai 1994 à Francfort, est un SS-Obersturmführer allemand et membre de la SS-Totenkopfverbände qui, lorsqu'il était affecté au camp de concentration de Neuengamme, était chargé d'assassiner les victimes d'une expérience médicale sur la tuberculose menée par Kurt Heissmeyer,.

## Carrière
Après avoir rejoint la SS en 1934, il servit dans de nombreux camps de concentration. Il opéra d'abord à Sachsenburg, puis à Buchenwald en tant que chef de rapport de juillet 1937 à mars 1941. Il fut déplacé au camp de Natzweiler (en France occupée) jusqu'en octobre 1941, puis au camp de Majdanek jusqu'en mai 1943, après quoi on l'envoya à Ravensbrück puis au camp de travail de Peenemünde, plus précisément dans le camp de travail Karlshagen II, un site de production et de lancement de fusées V2. D'octobre 1943 à mai 1944, il fut commandant du camp de détention préventive de Vught, aux Pays-Bas. Il prit ensuite fonction au camp de Neuengamme et ses nombreux satellites, où il supervisa les meurtres des vingt enfants juifs impliqués dans les expériences de Kurt Heissmeyer, ainsi que de leurs quatre aide-soignants et de vingt-quatre prisonniers de guerre soviétiques.

## Procès pour crimes de guerre
Craignant des poursuites de la part des britanniques, il prit la fuite en 1945 et vécut la plupart du temps sous de faux noms. En 1948, il est placé dans un camp d'internement pour son appartenance à l'organisation criminelle que fut la SS. Il est cependant relâché peu après par manque de pièces à conviction. 
Strippel est arrêté par la police ouest-allemande et son procès débute le 31 mai 1949 à Francfort-sur-le-Main. Accusé d'assassinats de 21 prisonniers juifs à Buchenwald et maltraitance de nombreux autres, il est condamné à la réclusion criminelle à perpétuité — 21 ans d'emprisonnement assortie d'une peine de sûreté de 10 ans. Le 21 avril 1969, Strippel quitte la prison de Butzbach et cinq mois plus tard, un nouveau procès s'ouvre pour ses crimes commis à Buchenwald. Le tribunal minimisa le rôle de Strippel pour le meurtre des 21 prisonniers, jugeant qu'il n'avait personnellement tiré sur aucun d'entre eux, choses pour lesquels il avait été condamné à la prison à vie vingt ans plus tôt. Le tribunal annula ainsi le jugement de 1949 et le condamna à une peine de cinq ans d'emprisonnement que Strippel avait précédemment purgé à Batzbach. En outre, il reçut une compensation de 121 500 Deutsche Mark pour l'excès de temps passé en prison.
En 1975, Strippel est de nouveau rattrapé par la justice pour lequel il est condamné à la prison à perpétuité par le tribunal de Francfort lors du troisième procès de Majdanek pour tortures et meurtres d'au moins 41 prisonniers soviétiques au camp de Buchenwald en juillet 1942. Il fit appel de ce jugement et la sentence fut levée. On le condamna simplement à trois ans et demi de prison pour complicité d'assassinats. 
Il ne remettra jamais les pieds dans une prison, malgré une énième condamnation en 1981 à trois ans et six mois de prison par le jury de Düsseldorf pour participation à des crimes pendant son service dans le camp de Majdanek, où il était commandant adjoint. Il ne purgea pas sa peine pour des raisons médicales. 
À la suite d'une plainte déposée par les familles des victimes, une enquête est ouverte par le procureur de Hambourg pour le massacre de Bullenhuser Damm en avril 1945. Strippel pourrait y avoir participé. En effet, lors du procès de Curio-Haus tenu en 1946, Trzebinski, Dreimann (de), Jauch (de) et Frahm (de) accusèrent l'ancien chef de base du camp de Neuengamme d'être impliqué dans les meurtres des enfants ; l'affaire fut cependant classée sans suite par manque de preuve.
En décembre 1983, à la suite de l'enquête, le procureur de Hambourg annonce engager des poursuites contre Strippel, par la suite abandonnées en réponse à la suspension de l'affaire au tribunal régional de Hambourg, la cour jugeant la santé de l'ancien SS comme trop fragile pour participer au procès. Faute de négociation, l’affaire contre Strippel est définitivement classée en 1987. Il meurt en 1994 à Francfort,.